# Parafia św. Trójcy w Koniecpolu
Parafia Trójcy Świętej – rzymskokatolicka parafia znajdująca się w Koniecpolu. Należy do dekanatu koniecpolskiego w diecezji kieleckiej. Erygowana w XVI w.